# ESRRA
Естроген-пов'язаний рецептор альфа (англ. Estrogen related receptor alpha) – білок, який кодується геном ESRRA, розташованим у людей на короткому плечі 11-ї хромосоми. Довжина поліпептидного ланцюга білка становить 423 амінокислот, а молекулярна маса — 45 510.
| 10         |  | 20         |  | 30         |  | 40         |  | 50         |
| ---------- |  | ---------- |  | ---------- |  | ---------- |  | ---------- |
| MSSQVVGIEP |  | LYIKAEPASP |  | DSPKGSSETE |  | TEPPVALAPG |  | PAPTRCLPGH |
| KEEEDGEGAG |  | PGEQGGGKLV |  | LSSLPKRLCL |  | VCGDVASGYH |  | YGVASCEACK |
| AFFKRTIQGS |  | IEYSCPASNE |  | CEITKRRRKA |  | CQACRFTKCL |  | RVGMLKEGVR |
| LDRVRGGRQK |  | YKRRPEVDPL |  | PFPGPFPAGP |  | LAVAGGPRKT |  | AAPVNALVSH |
| LLVVEPEKLY |  | AMPDPAGPDG |  | HLPAVATLCD |  | LFDREIVVTI |  | SWAKSIPGFS |
| SLSLSDQMSV |  | LQSVWMEVLV |  | LGVAQRSLPL |  | QDELAFAEDL |  | VLDEEGARAA |
| GLGELGAALL |  | QLVRRLQALR |  | LEREEYVLLK |  | ALALANSDSV |  | HIEDAEAVEQ |
| LREALHEALL |  | EYEAGRAGPG |  | GGAERRRAGR |  | LLLTLPLLRQ |  | TAGKVLAHFY |
| GVKLEGKVPM |  | HKLFLEMLEA |  | MMD        |  |            |  |            |

A: Аланін

C: Цистеїн

D: Аспарагінова кислота

E: Глутамінова кислота

F: Фенілаланін

G: Гліцин

H: Гістидин

I: Ізолейцин

K: Лізин

L: Лейцин

M: Метіонін

N: Аспарагін

P: Пролін

Q: Глутамін

R: Аргінін

S: Серин

T: Треонін

V: Валін

W: Триптофан

Кодований геном білок за функціями належить до рецепторів, фосфопротеїнів. 
Задіяний у таких біологічних процесах, як транскрипція, регуляція транскрипції, ацетилювання, альтернативний сплайсинг. 
Білок має сайт для зв'язування з іонами металів, іоном цинку, ДНК. 
Локалізований у ядрі.